# Rosalie Ścibor-Rylska
Rosalie Ścibor-Rylska (née le 10 juillet 1871 à Cracovie et morte le 5 novembre 1951) est une femme polonaise, connue pour avoir été la maîtresse et l'inspiratrice de l'écrivain français Paul Claudel.

## Biographie
Elle fut la maîtresse et la muse de Paul Claudel, consul de France à Fou-Tchéou. Elle a inspiré les personnages d'Ysé dans Partage de midi et de Prouhèze dans Le Soulier de satin.
Née en 1871 d’un père polonais et d’une mère écossaise, elle se marie en 1892 avec son cousin Francis Vetch, un réunionnais. À la suite des déboires financiers de son mari, elle quitte en 1900 Marseille pour la Chine et rencontre Paul Claudel à bord du SS Ernest Simons. Son époux profitant de la situation utilise la beauté de sa femme pour s'installer au consulat. Elle tombe enceinte et retourne en Europe pour accoucher d'une fille prénommée Louise en 1904.
Elle épouse ensuite John Lintner. Elle aura deux filles mort-nées et cinq autres enfants : Robert, Gaston, Édouard, Henry[réf. nécessaire]

Sa tombe au cimetière de Vézelay porte ce haïku, issu de Cent phrases pour éventails : 

« Seule la rose
est assez fragile pour exprimer l’éternité. »

Sa relation avec Claudel fut longtemps passée sous silence jusqu'à ce qu'elle soit mentionnée dans la nouvelle édition du Théâtre dans la Bibliothèque de la Pléiade, en 2011. En 2017 paraissent, sous le titre de Lettres à Ysé, les missives que Claudel lui a adressées, avec quelques-unes de ses lettres, dans une édition posthume de Gérald Antoine.